# Якшицкий сельсовет
Якшицкий сельсовет — упразднённая административная единица на территории Березинского района Минской области Республики Беларусь.

## Состав
Якшицкий сельсовет включал 9 населённых пунктов:
- Бычин — деревня.
- Городище — деревня.
- Крупка — деревня.
- Осмоловка — деревня.
- Перевоз — деревня.
- Притерпа — деревня.
- Регисполье — деревня.
- Чижаха — деревня.
- Якшицы — деревня.